# Siegfried Fischer (Maler)
Siegfried Karl Emil Fischer (* 29. Juli 1899 in Wien; † 20. Dezember 1974 ebenda) war ein österreichischer Maler und Grafiker.

## Leben
Die künstlerische Laufbahn begann mit dem Studium der Fotografie in der Graphischen Lehr- und Versuchsanstalt in Wien und wurde 1920 erfolgreich abgeschlossen. Die Ausbildung zur Malerei absolvierte Siegfried Fischer in Lehrgängen als außerordentlicher Student bei Carl Fahringer sowie Aktstudien bei Herbert Boeckl an der Akademie der bildenden Künste Wien. Im Jahre 1934 war Siegfried Fischer vertreten bei der großen österreichischen Staatspreisausstellung im Künstlerhaus Wien, 1935 bei der Frühjahrsausstellung der Wiener Secession und wurde im Jahre 1949 Mitglied des Wiener Künstlerhauses und war an allen maßgebenden Ausstellungen des Hauses beteiligt, sowie den Förderausstellungen im Jahre 1952. 1953 folgte die Ausstellung moderner Kunst in Salzburg und Wien.
Den entscheidenden Schritt seiner künstlerischen Laufbahn setzte Siegfried Fischer mit dem Beitritt als ordentliches Mitglied der Vereinigung bildender Künstler der Wiener Secession am 15. Juni im Jahre 1951 und nahm an sämtlichen Ausstellungen im In- und Ausland teil. Er war vertreten bei der Großausstellung der Wiener Secession vom 22. März bis 4. April 1955 im Schiele–Saal. Am 5. Juni 1958 stellte Siegfried Fischer drei Werke als Mitglied der Künstlervereinigung Der Kreis aus. Es folgte im Jahre 1966 die Ausstellung „20 Jahre Künstlergruppe Der Kreis“ im Wiener Künstlerhaus, wo sieben Werke ausgestellt wurden und er war 1969 bei der Ausstellung der Künstlergruppe „Der Kreis“ ebenfalls mit 25 Ölgemälden vertreten. Er wurde am Neustifter Friedhof bestattet. Das Grab ist bereits aufgelassen.

## Werke

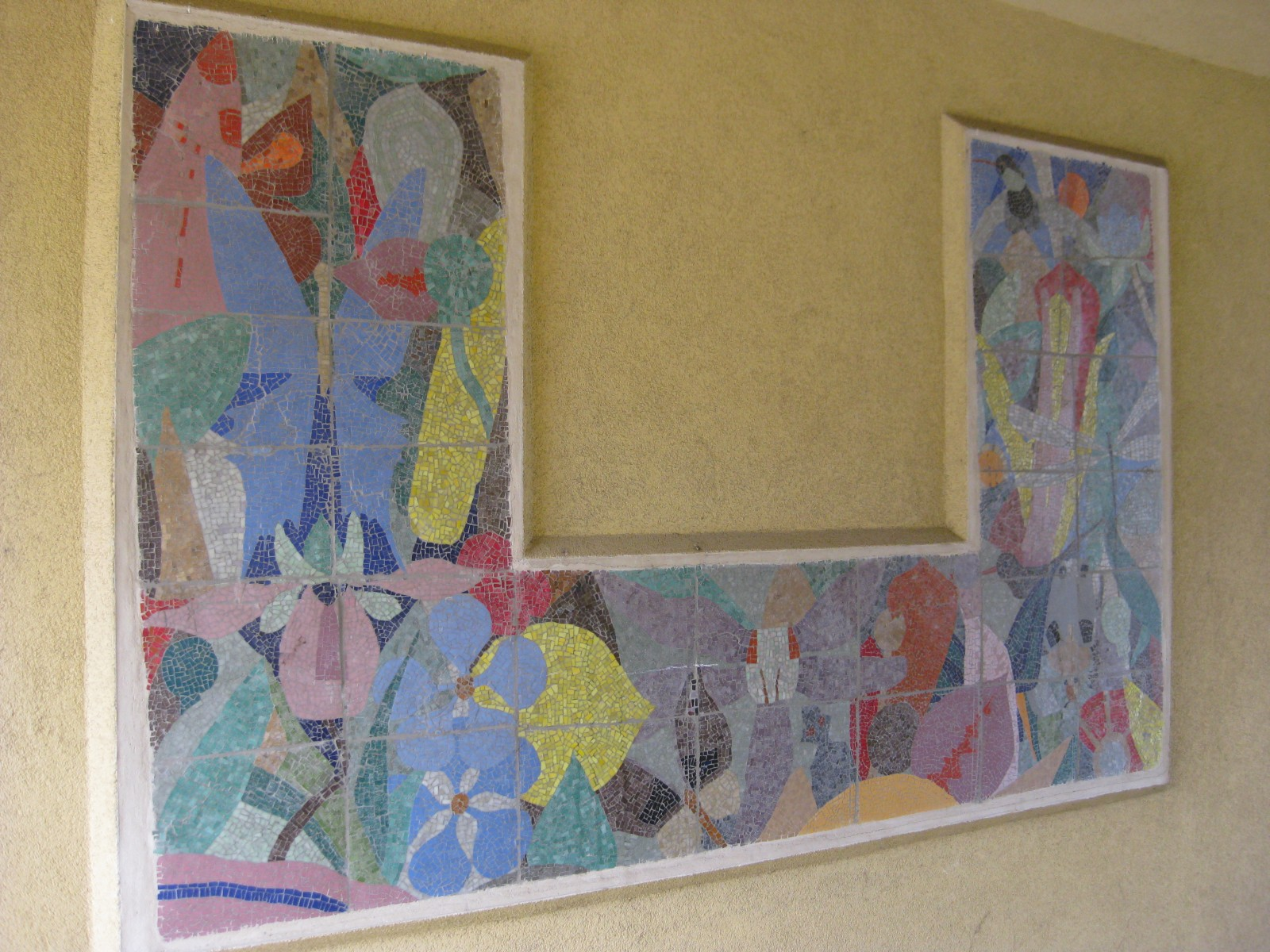
Wandmosaik Abstrakte Organismen, Wohnhausanlage Wimpffengasse 37–39, Wien-Donaustadt (1959)

Werke befinden sich im Historischen Museum der Stadt Wien und an Wohnhäusern (Glasmosaik „Korallenfische“, 13, Trazerberggasse, Schrutkagasse, 1957; Glasmosaik „Abstraktes Ornament“, 22, Aspern, Wimpffengasse 37–39, 1958/1959).